# Galluis-la-Queue
Ancienne commune des Yvelines, la commune de Galluis-la-Queue a existé de la fin du XVIIIe siècle à 1883. Elle a été créée entre 1790 et 1794 par la fusion des communes de Galluis et de La Queue. En 1883 elle a été supprimée et les communes constituantes ont été rétablies ; la commune de La Queue est rétablie sous le nom de La Queue-lez-Yvelines.

## Toponymie
Le nom de la localité était attesté sous les formes Cuculosa en 774, Cauda Galuys en 1382.
Voir : Toponymie de Galluis et de La Queue